# National Basketball League of Canada 2015-2016
La stagione NBL Canada 2015-2016 fu la quinta della National Basketball League of Canada. Parteciparono 8 squadre in due gironi. Rispetto alla stagione precedente i Brampton A's divennero gli Orangeville A's, si aggiunsero gli Halifax Hurricanes e i Niagara River Lions, mentre i Mississauga Power e gli Halifax Rainmen scomparvero.

## Squadre partecipanti
- Halifax Hurricanes
- Island Storm
- London Lightning
- Moncton Miracles
- Niagara River Lions
- Orangeville A's
- St John Mill Rats
- Windsor Express

## Classifiche

### Atlantic Division
| Squadra              | V  | P  | PCT  | GB |
| -------------------- | -- | -- | ---- | -- |
| Halifax Hurricanes   | 29 | 11 | 72,5 | -  |
| Saint John Mill Rats | 25 | 15 | 62,5 | 4  |
| Moncton Miracles     | 15 | 25 | 37,5 | 14 |
| Island Storm         | 14 | 26 | 37,0 | 15 |

### Central Division
| Squadra             | V  | P  | PCT  | GB |
| ------------------- | -- | -- | ---- | -- |
| London Lightning    | 26 | 14 | 65,0 | -  |
| Windsor Express     | 21 | 19 | 52,5 | 5  |
| Niagara River Lions | 16 | 24 | 40,0 | 10 |
| Orangeville A's     | 14 | 26 | 35,0 | 12 |

### Tabellone
|  | Quarti di finale | Quarti di finale | Quarti di finale |         |        | Semifinali | Semifinali | Semifinali |  |  | Finale NBL Canada | Finale NBL Canada | Finale NBL Canada |  |
|  |                  |                  |                  |         |        |            |            |            |  |  |                   |                   |                   |  |
|  | 1c               | London           | 3                |         |        |            |            |            |  |  |                   |                   |                   |  |
|  | 1c               | London           | 3                |         |        |            |            |            |  |  |                   |                   |                   |  |
|  | 4c               | Orangeville      | 0                |         |        |            |            |            |  |  |                   |                   |                   |  |
|  | 4c               | Orangeville      | 0                |         | 1c     | London     | 4          |            |  |  |                   |                   |                   |  |
|  |                  |                  |                  |         | 1c     | London     | 4          |            |  |  |                   |                   |                   |  |
|  |                  |                  | 2c               | Windsor | 2      |            |            |            |  |  |                   |                   |                   |  |
|  | 3c               | Niagara          | 2c               | Windsor | 2      | 0          |            |            |  |  |                   |                   |                   |  |
|  | 3c               | Niagara          |                  |         |        |            |            |            |  |  |                   |                   |                   |  |
|  | 2c               | Windsor          | 3                |         |        |            |            |            |  |  |                   |                   |                   |  |
|  | 2c               | Windsor          | 3                |         | London | London     | 3          |            |  |  |                   |                   |                   |  |
|  |                  |                  |                  |         |        |            |            |            |  |  |                   |                   |                   |  |
|  |                  |                  | Halifax          | Halifax | 4      |            |            |            |  |  |                   |                   |                   |  |
|  | 2a               | Saint John       | Halifax          | Halifax | 4      | 3          |            |            |  |  |                   |                   |                   |  |
|  | 2a               | Saint John       |                  |         |        |            |            |            |  |  |                   |                   |                   |  |
|  | 3a               | Moncton          | 1                |         |        |            |            |            |  |  |                   |                   |                   |  |
|  | 3a               | Moncton          | 1                |         | 2a     | Saint John | 0          |            |  |  |                   |                   |                   |  |
|  |                  |                  |                  |         | 2a     | Saint John | 0          |            |  |  |                   |                   |                   |  |
|  |                  |                  | 1a               | Halifax | 4      |            |            |            |  |  |                   |                   |                   |  |
|  | 4a               | Island           | 1a               | Halifax | 4      | 0          |            |            |  |  |                   |                   |                   |  |
|  | 4a               | Island           |                  |         |        |            |            |            |  |  |                   |                   |                   |  |
|  | 1a               | Halifax          | 3                |         |        |            |            |            |  |  |                   |                   |                   |  |

## Vincitore
| Campione NBL Canada 2016       |
| ------------------------------ |
| Halifax Hurricanes (1º titolo) |

## Statistiche
| Categoria             | Giocatore        | Squadra              | Stat |
| --------------------- | ---------------- | -------------------- | ---- |
| Punti per gara        | Brandon Robinson | Windsor Express      | 21,2 |
| Rimbalzi per gara     | Stephen Maxwell  | London Lightning     | 10,7 |
| Assist per gara       | Daquan Brooks    | Orangeville A's      | 8,8  |
| Palle rubate per gara | Travis Releford  | Niagara River Lions  | 2,3  |
| Stoppate per gara     | Anthony Stover   | Saint John Mill Rats | 1,7  |

## Premi NBL Canada
- NBL Canada Most Valuable Player: Logan Stutz, Niagara River Lions
- NBL Canada Coach of the Year: Hugo López, Halifax Hurricanes[1]
- NBL Canada Defensive Player of the Year: Anthony Stover, Saint John Mill Rats
- NBL Canada Sixth Man of the Year: Mike Glover, Halifax Hurricanes[2]
- NBL Canada Newcomer of the Year: James Justice, Moncton Miracles
- NBL Canada Rookie of the Year: Stephen Maxwell, London Lightning
- NBL Canada Canadian Player of the Year: Warren Ward, London Lightning
- NBL Canada Executive of the Year: Dartis Willis, Windsor Express